# Витале (кардинал)
Витале (Vitale, также известный как Vitale Oldo Medi) — католический церковный деятель XII века. На консистории в конце 1115 года был провозглашён кардиналом-епископом диоцеза Альбано. Участвовал в выборах папы 1118 (Геласий II) и 1124 (Гонорий II) годов.